# Vancouver International Airport

i7
i11
i13
Der Vancouver International Airport (IATA-Code: YVR, ICAO-Code: CYVR) ist ein internationaler Verkehrsflughafen in der kanadischen Provinz British Columbia. Er liegt 15 km südlich der Stadt Vancouver auf der Insel Sea Island. Nach Passagierzahlen und Flugbewegungen ist er, hinter dem Flughafen Toronto, der zweitgrößte in Kanada und der größte in British Columbia. Außerdem dient er als Drehkreuz von Westjet und Air Canada.

## Flughafeninfos
Der Flughafen ist ein Platz des National Airports Systems und befindet sich im Eigentum von Transport Canada. Betrieben wird er von der „Vancouver International Airport Authority“.
Da der Platz durch Nav Canada als Airport of Entry klassifiziert ist und dort Beamte der Canada Border Services Agency (CBSA) stationiert sind, ist hier eine Einreise aus dem Ausland zulässig.

### Aufbau
Der Flughafen besitzt drei Terminals, wovon einer im Süden des Flughafens liegt und von Wasserflugzeug- und Helikopter-Unternehmen benutzt wird. Der nationale Terminal wickelt die Flüge innerhalb Kanadas ab, während der internationale Terminal die Flüge aus dem Ausland und der USA abfertigt. Außerdem besitzt der Flughafen drei Start- und Landebahnen:
- 08R/26L 3505 m (11.500 ft)
- 08L/26R 3029 m (9940 ft)
- 13/31 2225 m (7300 ft)

### Verkehr
Der Flughafen verzeichnete 2008 ein Passagieraufkommen von ca. 17,9 Mio. Passagieren und ein umgesetztes Frachtaufkommen von ca. 211.000 Tonnen. Der Flughafen ist einer der wichtigsten Nordamerikas für Verbindungen von Nordamerika nach Asien. Unter anderem existieren ganzjährige Verbindungen nach Europa sowie nach Mexiko.
Die Lufthansa fliegt ganzjährig einmal täglich nach Frankfurt sowie im Sommerflugplan zusätzlich fünfmal wöchentlich nach München.
Für Flugverbindungen in die USA besteht die Möglichkeit, vor Abflug die US-Zoll- und -Einwanderungskontrolle zu passieren.

### Architektur
Architektur und Gestaltung des Flughafens weisen regionsspezifische Merkmale auf. So verfügen die Abfertigungsgebäude u. a. über viele große Fenster, um tagsüber eine überwiegend natürliche Beleuchtung zu erzielen. Außerdem gibt es in den Terminals eine große Anzahl an Kunstwerken, vor allem Holzschnitzereien, der First Nations. Darunter befindet sich auch die Skulptur Spirit of Haida Gwaii von Bill Reid, die auch auf der kanadischen 20-Dollar-Note der Canadian Journey Series von 2004 abgebildet ist. In der internationalen Ankunftshalle gibt es ferner einen künstlichen Wasserfall.

### Geschichte
Im April 1930 begannen am jetzigen Standort die Bauarbeiten für den Flughafen, der während des Zweiten Weltkrieges durch die Royal Canadian Air Force und Boeing genutzt wurde.
1968 eröffnete der Flughafen einen neuen Terminal, der auf die Abfertigung von Strahlflugzeugen ausgelegt war.
Seitdem wurde der Terminal sukzessive erweitert und durch einen separaten internationalen Terminal ergänzt; beide sind seit 2007 direkt miteinander verbunden. Außerdem wurden an der Westflanke des internationalen Terminals bis einschließlich 2009 Bauarbeiten vorgenommen, um den Airbus A380 aufnehmen zu können.
In den 1980er Jahren expandierte der Flughafen durch neue Verbindungen von British Airways, Cathay Pacific, Lufthansa, KLM Royal Dutch Airlines und Air China international.
Zu tiefgreifenden Änderungen kam es 1996 mit der Eröffnung der nördlichen Start- und Landebahn (08L/26R), des neuen Towers und des neuen internationalen Terminals.
In Hinblick auf die Olympischen Winterspiele 2010 wurde eine neue SkyTrain-Linie gebaut, die Canada Line verbindet seit August 2009 den Flughafen mit der Waterfront Station in Downtown Vancouver. Seit Bestehen der Canada Line wurde auch eine zusätzliche Ticketgebühr für die Fahrt vom Flughafen in die Stadt veranschlagt.
Ferner bestehen große Ausbaupläne, die zwischen 2007 und 2027 realisiert werden sollen. Es soll u. a. eine neue Start- und Landebahn gebaut und der internationale Terminal erweitert werden.

## Zwischenfälle
- Am 7. Februar 1968 überrollte eine durch Canadian Pacific Air Lines von der Standard Airways geleaste Boeing 707-138B (Luftfahrzeugkennzeichen N791SA) nach der Landung auf dem Vancouver International Airport das Bahnende und prallte in ein Gebäude. Ein Besatzungsmitglied sowie eine Person am Boden kamen ums Leben. Anflug und Landung wurden durch die US-amerikanischen Piloten weit unterhalb der vorgeschriebenen Mindestwerte durchgeführt (siehe auch Canadian-Pacific-Airlines-Flug 322).[13]

- Am 19. August 1995 startete eine Douglas DC-3/C-47B-1-DL der kanadischen Air North (C-GZOF) von der Startbahn 08 am Flughafen Vancouver, musste aber wegen eines Triebwerksausfalls des Motors Nr. 2 (Propeller mit Überdrehzahl) umkehren. Die DC-3 prallte beim Einkurven auf die Landebahn 30 gegen die Uferböschung des Fraser River. Von den 3 Besatzungsmitgliedern, den einzigen Insassen auf dem Überführungsflug, kam eines ums Leben. Das Flugzeug wurde zerstört.[14]

- Am 27. Oktober 2011 verunglückte eine Beechcraft 100 King Air der kanadischen Northern Thunderbird Air (C-GXRX) mit zwei Mann Besatzung und sieben Passagieren an Bord unterwegs vom Flughafen Vancouver nach Kelowna. Kurz nach dem Start von Vancouver gab es Probleme mit dem linken Motor und die Besatzung versuchte, nach Vancouver zurückzukehren. Im Endanflug drehte das Flugzeug plötzlich nach links, stürzte 700 Meter östlich des Flughafens ab und ein Feuer brach aus. Alle Passagiere konnten gerettet werden, aber die beiden Piloten starben an den Folgen des Absturzes.[15]

- Am 13. April 2015 stürzte eine Frachtmaschine des Typs Swearingen SA-226 Metro II der Carson Air (Luftfahrzeugkennzeichen C-GSKC) ca. 7 Minuten nach dem Start vom Flughafen Vancouver 11 Kilometer nördlich ab. Beide Piloten kamen ums Leben. Es bleibt unklar, warum das Flugzeug in einen Sturzflug mit einer Sinkrate von bis zu 30.000 ft/min geriet und dabei auseinanderbrach, da keine funktionierenden Flugdatenschreiber an Bord waren. Laut Unfallbericht ist es jedoch nahezu sicher, dass die Blutalkoholkonzentration des 34-jährigen Kapitäns von 2,5 Promille und sein exzessiver Alkoholismus eine entscheidende Rolle spielten  (siehe auch Carson-Air-Flug 66).[16][17]

## 11. September 2001
Ein besonderes Unterfangen musste der Flughafen nach den Anschlägen vom 11. September 2001 meistern, nachdem der gesamte amerikanische Luftraum gesperrt wurde. Aus Asien mussten 34 Flüge nach Vancouver umgeleitet werden, da dies der einzige Flughafen an Kanadas Westküste ist, der große Flugzeuge aufnehmen kann. Nach Gander und Halifax war der Flughafen derjenige mit den meisten Flugbewegungen an diesem Datum und der höchsten Anzahl an Passagieren.

## Verkehrszahlen
| Jahr | Fluggastaufkommen | Luftfracht (Tonnen) | Flugbewegungen |
| ---- | ----------------- | ------------------- | -------------- |
| 2021 | 7.086.602         | 278.569             | 168.323        |
| 2020 | 7.300.287         | 241.895             | 157.563        |
| 2019 | 26.379.870        | 304.078             | 331.441        |
| 2018 | 25.936.907        | 338.180             | 338.073        |
| 2017 | 24.166.122        | 312.883             | 330.839        |
| 2016 | 22.284.496        | 281.018             | 319.593        |
| 2015 | 20.315.978        | 271.774             | 316.182        |
| 2014 | 19.358.203        | 256.934             | 310.139        |
| 2013 | 17.971.883        | 228.263             | 300.454        |
| 2012 | 17.596.901        | 227.929             | 296.394        |
| 2011 | 17.032.780        | 223.878             | 296.942        |
| 2010 | 16.778.774        | 226.840             | 294.571        |
| 2009 | 16.179.312        | 197.490             | 314.437        |
| 2008 | 17.852.459        | 211.693             | 339.022        |
| 2007 | 17.495.049        | 226.233             | 328.008        |
| 2006 | 16.922.226        | 222.730             | 322.396        |
| 2005 | 16.418.883        | 223.678             | 322.949        |
| 2004 | 15.725.694        | 229.913             | 314.986        |
| 2003 | 14.321.504        | 214.882             | 290.382        |
| 2002 | 14.877.536        | 235.039             | 296.626        |
| 2001 | 15.476.762        | 228.694             | 312.078        |
| 2000 | 16.032.531        | 251.771             | 337.397        |
| 1999 | 15.806.499        | 269.129             | 367.249        |
| 1998 | 15.508.109        | 249.297             | 369.728        |
| 1997 | 14.818.564        | 260.773             | 343.068        |
| 1996 | 14.037.174        | 249.201             | 330.364        |
| 1995 | 12.006.973        | 214.472             | 311.829        |
| 1994 | 10.830.796        | 182.372             | 301.416        |
| 1993 | 10.235.015        | 151.467             | 289.371        |
| 1992 | 9.935.285         | 144.404             | 290.297        |